# Estádio Municipal de Vilhena
Estádio Municipal de Vilhena – stadion piłkarski w Vilhena, Rondônia, Brazylia. Na którym swoje mecze rozgrywa klub Vilhena Esporte Clube.